# 人々のための量的金融緩和政策
人々のための量的金融緩和政策（ひとびとのためのりょうてききんゆうかんわせいさく、英語:People's Quantitative Easing (PQE)もしくはQuantitative Easing for People）とは
中央銀行であるイングランド銀行がスターリング・ポンドを発行して、そのお金で公的サービスに投資をするものである。英国労働党の議員ジェレミー・コービンによって提唱された。

## 概略
基本的な理論に目新しさはない。
中央銀行が紙幣を新規に発行することで政府が財源を調達するという理論は(類似した理論も含めて)
昔から多くの人が考えていたことである。1960年代にはジェームズ・トービンが
マネーストックが民間のポートフォリオへ与える影響に関連する形で、
それについて言及していた。
1970年代初期には、アラン・ブラインダーやロバート・ソローも定式化していた
。
この政策の位置づけが議論の対象となるかもしれない。ソローらも述べるように、
マネタリストはこの政策を金融政策と位置づけ、ケインジアンはこの政策を財政政策と位置づける。